# Małgorzata Wiśniewska
Małgorzata Wiśniewska (ur. 1980) – polska rzeźbiarka.

## Życiorys
W latach 1995–2000 uczennica Państwowego Liceum Sztuk Plastycznych w Gdyni Orłowie. W latach 2000–2006 studiowała na Wydziale Rzeźby Akademii Sztuk Pięknych w Gdańsku.
Dyplom z wyróżnieniem w pracowni prof. Stanisława Radwańskiego w 2006 r. Od 2006 r. pracuje jako asystentka na Wydziale Rzeźby ASP w Gdańsku. W 2012 roku uzyskała stopień doktora.
Wybrane wystawy, nagrody, udziały w konkursach (do 2007 r.):
- 1999 – pierwsze miejsce w konkursie na projekt folderu dla Urzędu Miasta Gdyni
- 1999 – wyróżnienie w konkursie na logo Miasta Rumi
- 2000 – indywidualna wystawa rysunku i malarstwa w galerii „Debiut” w Gdyni Orłowie
- 2000 – medal absolwenta PLSP za wybitne osiągnięcia podczas nauki w liceum
- 2000 – Nagroda Prezydenta Miasta Gdyni dla najlepszej maturzystki
- 2003 – wystawa rysunku w gdańskiej galerii „ŻAK”
- 2004 – uczestnictwo w „Międzynarodowych Dniach Rzeźby – Helsinki 2004”, Helsinki, Finlandia
- 2005 – udział w konkursie i wystawie „Artystyczna podróż Hestii”
- 2005 – indywidualna wystawa rysunku w galerii „A4” w Gdańsku
- 2005 – Stypendium Ministra Kultury i Sztuki RP za wybitne osiągnięcia twórcze
- 2006 – wystawa „Do wewnątrz i na zewnątrz” w BWA w Zielonej Górze
- 2006 – wystawa rzeźby – „Przeobrażenia” w gdańskim Związku Artystów Rzeźbiarzy, Gdańsk
- 2007 – udział w konkursie Rzeźba dla Miasta Gdańska
- 2007 – udział w I Międzynarodowym Triennale Rzeźby Plenerowej Katowice 2007, Katowice
- 2007 – wyróżnienie w konkursie „Samsung Artmaster”
- 2007 – wyróżnienie w konkursie na projekt pomnika ”Technologia w sztuce – sztuka w technologii”
- 2007 – wystawa rysunku „Tryptyki” w galerii „ŻAK” w Gdańsku